# Minister za delo, družino, socialne zadeve in enake možnosti Republike Slovenije
Minister za delo, družino, socialne zadeve in enake možnosti Republike Slovenije je politični vodja Ministrstva za delo, družino, socialne zadeve in enake možnosti Republike Slovenije, ki ga predlaga predsednik Vlade Republike Slovenije in imenuje Državni zbor Republike Slovenije ter je po Zakonu o Vladi Republike Slovenije član Vlade Republike Slovenije.
Trenutno položaj zaseda Luka Mesec.

## Zakonodaja
Funkcija ministra za delo, družino, socialne zadeve in enake možnosti je bila s tem nazivom vzpostavljena 6. marca 2013, ko se je Ministrstvo za delo, družino in socialne zadeve Republike Slovenije razširilo in preimenovalo v Ministrstvo za delo, družino, socialne zadeve in enake možnosti Republike Slovenije.

## Delovna področja
Delovna področja za katera je odgovoren minister za delo, družino, socialne zadeve in enake možnosti so:
- individualna delovna razmerja, kolektivne pogodbe in inšpekcija dela,
- aktivna politika zaposlovanja,
- socialno varstvo,
- varstvo vojnih veteranov, invalidov in žrtev vojn ter
- enake možnosti.

## Položaj v Evropski uniji
Minister za delo, družino, socialne zadeve in enake možnosti je član Sveta Evropske unije za zaposlovanje, socialno politiko, zdravje in varstvo potrošnikov (EPSCO), ki predstavlja eno od oblik Sveta Evropske unije.

## Seznam ministrov
Seznam oseb, ki so opravljale funkcijo ministra za delo, družino, socialne zadeve in enake možnosti.

### Predsednik Republiškega komiteja za delo Republike Slovenije
1. vlada Republike Slovenije
- Jožica Puhar (16. maj 1990 – 14. maj 1992)[6]

### Minister za delo Republike Slovenije
2. vlada Republike Slovenije
- Jožica Puhar (14. maj 1992 – 25. januar 1993)[6]

### Minister za delo, družino in socialne zadeve Republike Slovenije
3. vlada Republike Slovenije
- Jožica Puhar (25. januar 1993 – razrešena 21. junija 1994)[6]
- Rina Klinar (21. junij 1994 – razrešena 31. januarja 1996)[6]
- Anton Rop (7. februar 1996 – 27. februar 1997)[6]

4. vlada Republike Slovenije
- Anton Rop (27. februar 1997 – 7. junij 2000)[6]

5. vlada Republike Slovenije
- Miha Brejc (7. junij 2000 – 30. november 2000)[6]

6. vlada Republike Slovenije
- Vlado Dimovski (30. november 2000 – 19. december 2002)[6]

7. vlada Republike Slovenije
- Vlado Dimovski (19. december 2002 – 3. december 2004)[6]

8. vlada Republike Slovenije
- Janez Drobnič (imenovan 3. decembra 2004[7] – razrešen 1. decembra 2006[8])
- Andrej Vizjak (začasno pooblaščen 1. decembra 2006[9] – razrešen 18. decembra 2006[10])
- Marjeta Cotman (imenovana 18. decembra 2006[10] – razrešena 7. novembra 2008[11])

9. vlada Republike Slovenije
- Ivan Svetlik (imenovan 21. novembra 2008[12] – razrešen 20. septembra 2011[13])

10. vlada Republike Slovenije
- Andrej Vizjak (imenovan 10. februarja 2012[14] – razrešen 27. februarja 2013[15])

### Minister za delo, družino, socialne zadeve in enake možnosti Republike Slovenije
11. vlada Republike Slovenije
- Anja Kopač Mrak (imenovan 20. marca 2013[16] – razrešen 18. septembra 2014[17])

12. vlada Republike Slovenije
- Anja Kopač Mrak (imenovan 18. septembra 2014[17] – 13. septembra 2018)

13. vlada Republike Slovenije
- Ksenija Klampfer (imenovana 13. septembra 2018 – 13. marec 2020)

14. vlada Republike Slovenije
- Janez Cigler Kralj (13. marec 2020 – 1. junij 2022)

15. vlada Republike Slovenije
- Luka Mesec (1. junij 2022 – danes)